# روبرت ريد (لاعب كرة قدم أمريكية)
روبرت ريد (بالإنجليزية: Bob Reed)‏ هو لاعب كرة قدم أمريكية ولاعب كرة قدم كندية أمريكي، ولد في 23 فبراير 1943 في لونغفيو في الولايات المتحدة.

## وصلات خارجية
- روبرت ريد على موقع مرجع كرة القدم المحترفة.كوم (الإنجليزية)
- روبرت ريد على موقع JustSportsStats.com (الإنجليزية)